# Советское шампанское

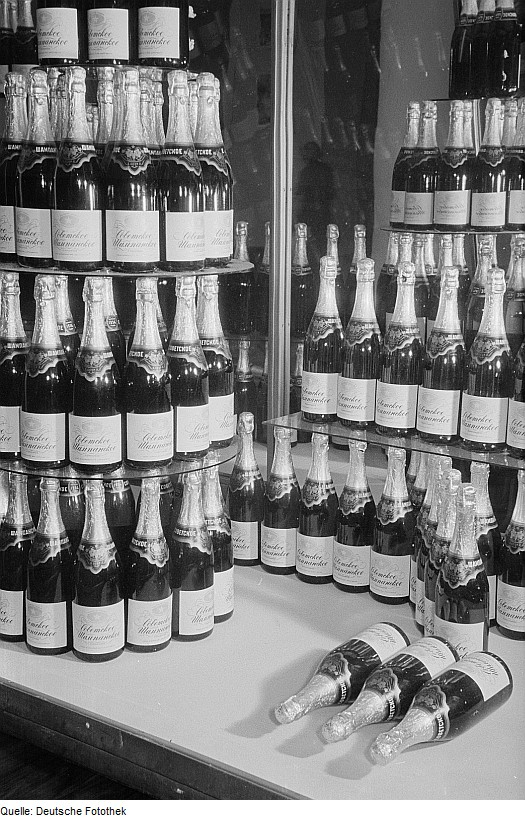
«Радянське шампанське».

«Советское шампанское» (укр. Радянське шампанське)  — радянська назва ігристого вина, розробленого в 1928 році Раднаргоспом, сьогодні — усталений бренд на ринку України та деяких країн СНД. Масове виробництво розпочалося з 1937 року. У СРСР марка була задіяна на всіх заводах ігристих вин.
Для масового споживача виготовлялось за допомогою насичення киснем початкової винної суміші, методом вторинного бродіння в герметичних посудинах під тиском — Методом Шарма. Як правило вино робилося із суміші дешевих сортів винограду: аліготе та шардоне.
За розробку та широке впровадження в промисловість нових технологій та апаратури виробництва ігристих вин резервуарним способом А. М. Фролов-Багрєєв був у 1942 році нагороджений Сталінською премією. Виробнича технологія вдосконалювалася, і в 1953 році Георгій Агабальянц отримує Ленінську премію за винайдення способу «шампанізації» (повторного бродіння) вина в безперервному потоці.
Для представників влади та на експорт «Радянське шампанське» виробляли заводи ігристих вин «Новий Світ» та Артемівський, які виготовляли напій за класичною технологією.
Існування назви «Радянське шампанське» є незаконним, оскільки, відповідно до міжнародного торговельного та ринкового права, вино, вироблене за межами французької провінції Шампань, не може називатися «шампанським». 1969 року був зареєстрований товарний знак Soviet Sparkling («Радянське ігристе»), під яким «Радянське шампанське» відоме на Заході. В Німеччині це вино має назви «Крим-зект» («Krimsekt») та «Кримське» («Krimskoye»).
| | В теперішній час «шампанським» ми називаємо напій, отриманий із спеціально приготованого і відповідно обробленого виноградного вина шляхом вторинного його бродіння в герметично закритих посудинах — пляшках або резервуарах великої місткості. Таким чином, шампанське є ігристим вином, природно насиченим вуглекислим газом. Франція претендує на те, щоб шампанським називалося лише ігристе вино, отримане шампанським методом із винограду, який росте в межах границь Шампані. В решті районів Франції, за законами цієї країни, вина, приготовані шампанським методом, називаються ігристими. В Німеччині ігристі вина носять назву Sekt, в Італії — Spumante. В СРСР ігристим винам дано назву «Радянське шампанське». Однією із наших задач є абсолютне знищення різниці штучно створеної між цими винами Західною Європою в цілях усунення сильного конкурента. |
| — Фролов-Багрєєв А.М. в книзі рос. «Советское шампанское. Технология производства шампанских (игристых) вин.» | |

Після розпаду СРСР деякі підприємства України, Росії, Білорусі та Молдови викупили права на марку «Радянське шампанське». Так, близько 80 % усього виробництва ігристих вин Київським заводом ігристих вин складає саме «Радянське шампанське». Підприємство також запровадило марку «Українське шампанське» за аналогією із «Радянським».